# 牛鑑
牛鑑（1785年—1858年），字鏡堂，甘肅武威人。清朝政治人物。
嘉慶十九年（1814年）進士，選庶吉士，授編修。遷御史、給事中。道光十一年，出為雲南糧儲道。歷山東按察使、順天府尹、陝西布政使，因與巡撫不合，乞病歸鄉。十八年，起授江蘇布政使，署江蘇巡撫。旋升河南巡撫。第一次鴉片戰爭時，英軍進犯浙江，裕謙自盡，牛鑑繼任兩江總督。清廷戰敗被迫簽訂《南京條約》，牛鑑以貽誤封疆罪，褫職逮問，定為斬監候秋後處決。二十四年，得旨釋放。命赴河南中牟河工效力。工竣，予七品頂戴，以六部主事用，回籍。咸豐三年，粵太平軍北擾，予五品頂戴，署河南按察使。四年，命卸任，赴陳州，偕徐廣縉剿捻軍，破李士林，加按察使銜。五年以病乞歸。六年以勸捐出力，賞二品頂戴。八年，卒。

## 延伸阅读
[在维基数据编辑]
 《清史稿·卷371》，出自趙爾巽《清史稿》
 在维基共享资源阅览影像